# Sarovka
Sarovka (en rus: Саровка) és un poble del krai de Primórie, a l'Extrem Orient de Rússia, que en el cens del 2010 tenia 50 habitants.